# Lola Beeth

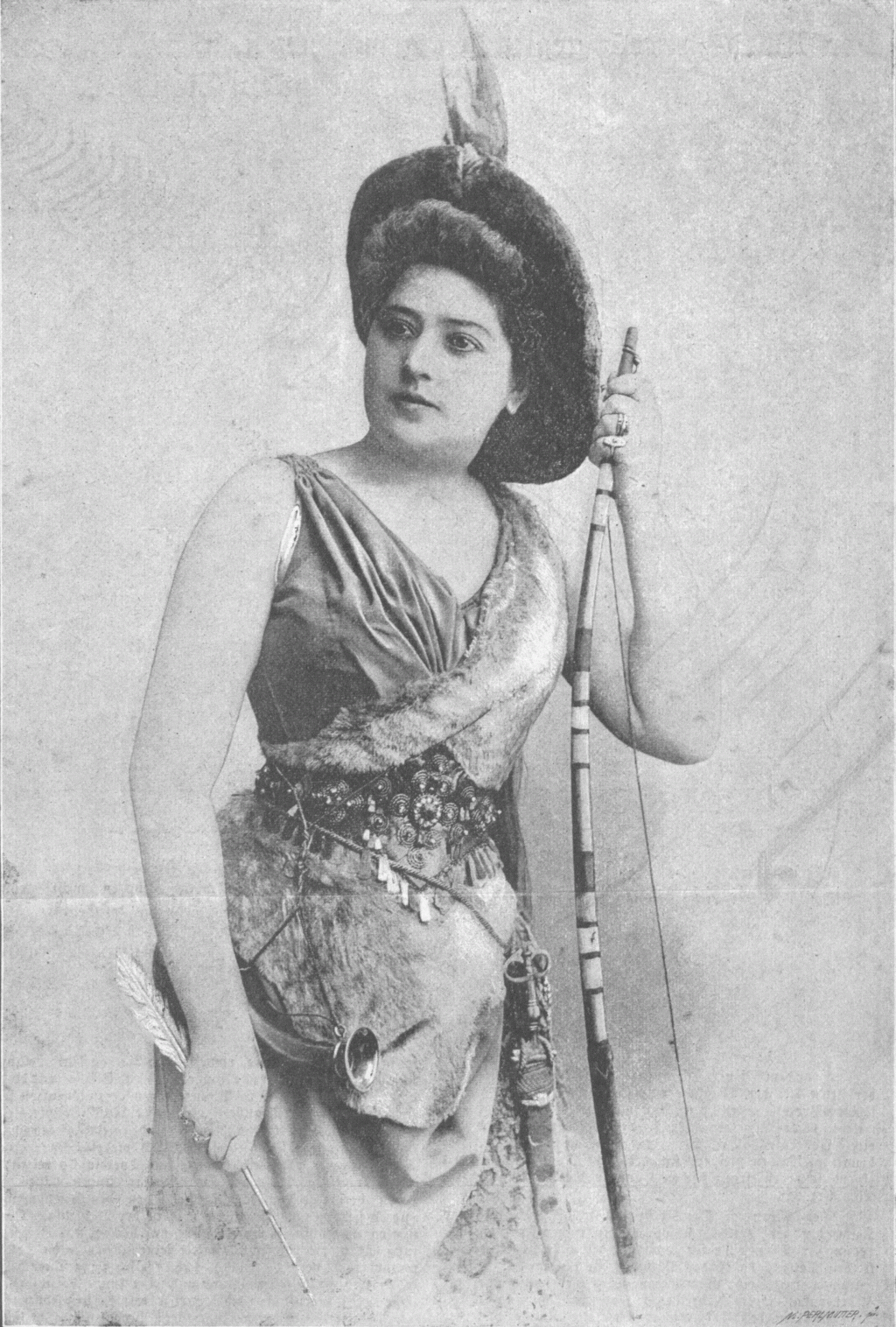
Lola Beeth als „Viviane“, 1895, Hof-Atelier Adele

Lola Beeth (23. November 1860 in Krakau, Kaisertum Österreich – 18. März 1940 in Berlin) war eine österreichische Opernsängerin (Sopran) und Gesangspädagogin.

## Leben
Lola Beeth, die Tochter eines Kaufmanns, kam frühzeitig nach Lemberg, wo sie Klavier- und Gesangsunterricht erhielt. Auf Betreiben der Fürstin Sapieha wurde sie bei Louise Dustmann in Wien, bei Pauline Viardot-Garcia in Paris, dann bei Francesco Lamperti in Mailand und zuletzt bei Rosa Deruda in Berlin ausgebildet.
Im März 1882 wurde sie vom Intendanten Botho von Hülsen zu einem Gastspiel in Berlin eingeladen, wo sie als „Elsa“ im Lohengrin debütierte. Der Erfolg dieses Gastspiels bescherte ihr einen Dreijahresvertrag, der nach Ablauf um drei weitere Jahre verlängert wurde.
Während dieser Zeit war sie fast jeden Donnerstag bei der Kaiserin Augusta geladen, auch Kaiser Wilhelm war derart von ihr angetan, dass er ihr ein Handschreiben nebst einer goldenen Medaille zukommen ließ.
1887 sollte sie nach Paris an die Opéra-Comique wechseln und hatte bereits die Proben hinter sich, da brannte die Oper ab. Als Ersatz gab sie zwei große Konzerte. Die französische Fachpresse überschlug sich nach ihren Auftritten mit ihren Kritiken.
An die Wiener Hofoper, von Hofoperndirektor Wilhelm Jahn geholt, sang sie am 25. August 1887 die „Elsa“ und wurde im April/Mai 1888 Mitglied des Ensembles, dem sie bis 30. April 1895 angehörte.
Danach ging sie zuerst nach Paris, von dort nach Hamburg und danach in die USA. Sie wurde Mitglied der Abbé-Grauschen Operntournee und debütierte am 1. Mai 1895 in New York an der Metropolitan Opera. Während dieser Tournee sang sie in drei Sprachen: italienisch, französisch und deutsch. 1896 kam sie nach Europa zurück und gab Gastspiele am Coventgardentheater in London, in Monte Carlo, Warschau, Petersburg und in allen größeren Städten Europas.
Erneut war sie vom 1. August 1898 bis zum 31. Juli 1901 an der Wiener Hofoper engagiert. Ihr erneutes Debüt war die „Elsa“, diese sang sie auch bei ihrer Abschiedsvorstellung.
Es sollte ein Engagement in Hamburg folgen, sie verzichtete jedoch nach wenigen Tagen der Mitgliedschaft auf Weiterbeschäftigung.
Anschließend lebte sie in Berlin als Gesangspädagogin.
Lola Beeth lebte zuletzt in der Hagenstraße 18 im Grunewald und starb im Krankenhaus Waldfriede in Zehlendorf an einer Lungenentzündung. Die ursprünglich der jüdischen Religion Angehörige war zum Zeitpunkt ihres Ablebens evangelischer Konfession. Der Zwangsname Sara taucht auf ihrer Sterbeurkunde nicht auf.
Die Stimme von Lola Beeth ist durch vier überaus seltene Schallplatten für G&T dokumentiert (Berlin 1904).